# Megachile nasidens
Megachile nasidens là một loài Hymenoptera trong họ Megachilidae. Loài này được Friese mô tả khoa học năm 1898.